# Pelosia cinerea
Pelosia cinerea là một loài bướm đêm thuộc phân họ Arctiinae, họ Erebidae.